# NGC 6524
NGC 6524 (другие обозначения — UGC 11079, MCG 8-33-5, ZWG 254.6, KARA 841, IRAS17578+4553, PGC 61221) — галактика в созвездии Геркулес.
Этот объект входит в число перечисленных в оригинальной редакции «Нового общего каталога».
В галактике вспыхнула сверхновая SN 2010hh типа Ia, её пиковая видимая звездная величина составила 18,3.